# Khướu mỏ dẹt mũ xám
Khướu mỏ dẹt mũ xám (danh pháp khoa học: Sinosuthora zappeyi) là một loài chim trong họ Paradoxornithidae hoặc xếp trong phân họ Paradoxornithinae của họ Sylviidae.
Môi trường sống của loài này là các khu rừng và vùng cây bụi ôn đới.

## Phân loài
- S. z. zappeyi (Thayer & Bangs, 1912): Trung nam Tứ Xuyên (trừ Nhị Lang Sơn) và tây bắc Quý Châu.
- S. z. erlangshanica (Cheng, Li, G & Zhang, Q, 1983): Nhị Lang Sơn (tỉnh Tứ Xuyên).